# Hadgilharuti, Gulbarga
Hadgilharuti là một làng thuộc tehsil Gulbarga, huyện Gulbarga, bang Karnataka, Ấn Độ.